# 데이브레이커스
《데이브레이커스》(영어: Daybreakers)는 2009년 공개된 SF 공포 영화이다.

## 출연

### 주연
- 에단 호크
- 윌렘 대포
- 이사벨 루카스
- 샘 닐

### 조연
- 클로디아 카번
- 마이클 도어맨

## 기타
- Line PD: 스튜어트 우드
- 공동제작: 토드 펠만
- 미술: 조지 리들
- 의상: 조지 리들
- 세트: 매튜 풋랜드
- 배역: 닉키 바렛